# سكوت سميث (لاعب كرة قدم بريطاني)
سكوت سميث (بالإنجليزية: Scott Smith)‏ (21 يوليو 1995 في المملكة المتحدة - ) هو لاعب كرة قدم بريطاني في مركز الوسط. لعب مع دندي يونايتد وأردريونيانز وفورفار أثلتيك ‏.

## وصلات خارجية
- سكوت سميث على موقع قاعدة بيانات كرة القدم.إي يو (الإنجليزية)
- سكوت سميث على موقع Soccerbase.com (لاعب) (الإنجليزية)
- سكوت سميث على موقع Soccerway.com (الإنجليزية)